# Filstalbrücke
Die Filstalbrücke ist eine Eisenbahnüberführung der Schnellfahrstrecke Wendlingen–Ulm. Sie besteht aus zwei Teilbauwerken und überspannt zwischen der Gemeinde Mühlhausen im Täle sowie der Stadt Wiesensteig das Tal der Fils in einer Höhe von bis zu etwa 85 m. Sie ist damit, nach der Müngstener Brücke und der Rombachtalbrücke, die dritthöchste Eisenbahnbrücke in Deutschland.
Die südliche Brücke (Regelfahrtrichtung Ulm) ist 472 m lang (Streckenkilometer 54,188 bis 54,660), die nördliche 485 m (km 54,167 bis 54,652). Zusammen mit dem sich nördlich anschließenden Boßlertunnel (8808 m) sowie dem südlich folgenden Steinbühltunnel (rund 4847 m) bildet das Bauwerk einen Planfeststellungsabschnitt, in dem die Strecke die Hochebene der Schwäbischen Alb erreicht (Albaufstieg). In einer Steigung von bis zu 25 Promille steigt die Strecke dabei auf einer Länge von rund 14 km von rund 400 m ü. NHN auf etwa 750 m ü. NHN an.

## Verlauf und Konstruktion

Lage der Filstalbrücke an der Schnellfahrstrecke Wendlingen–Ulm

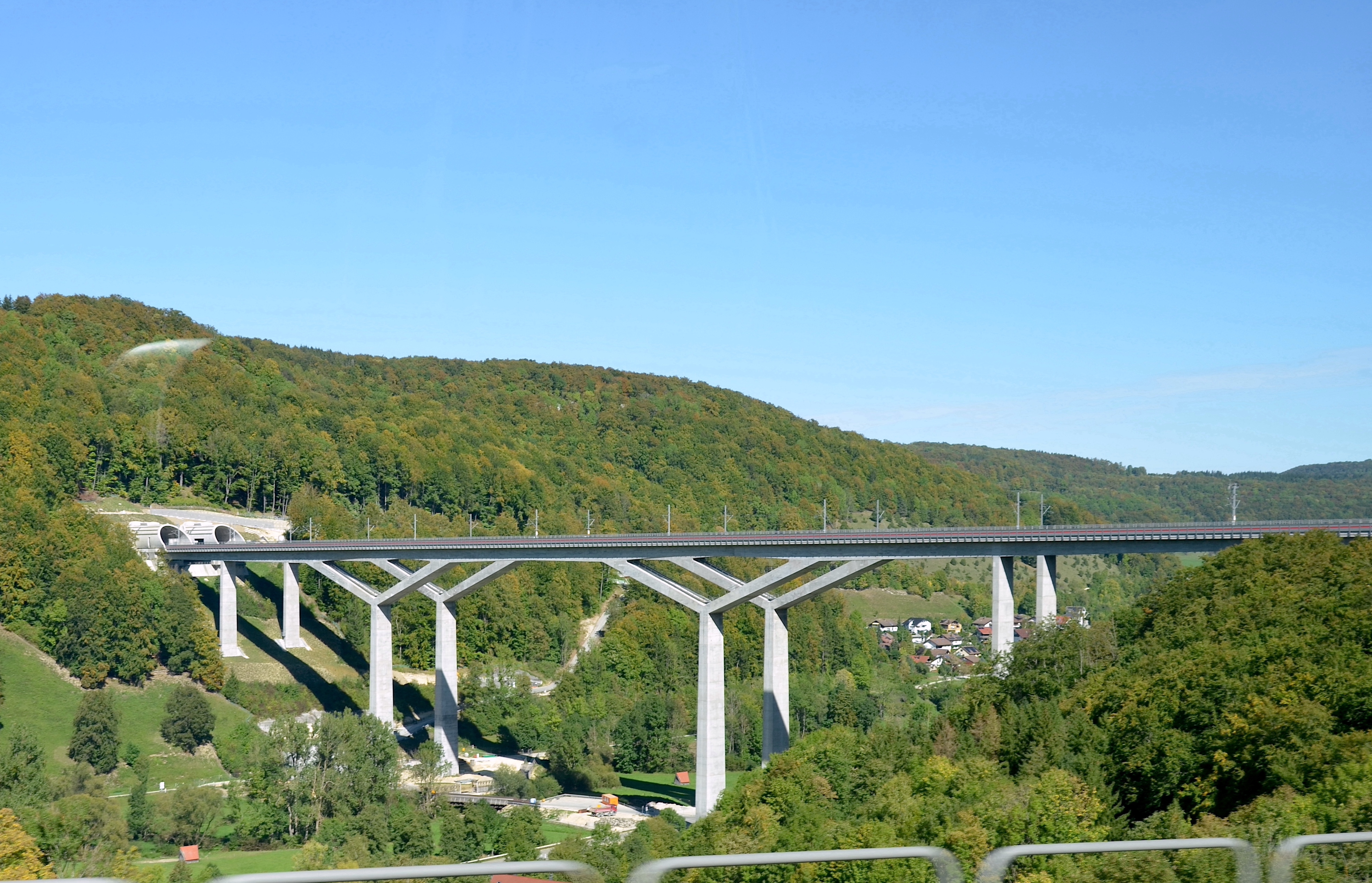
Filstalbrücke

Die Brücke verbindet den Boßlertunnel und den Steinbühltunnel und steigt Richtung Ulm mit 23 Promille an. Die Trasse verläuft im Grundriss gerade.
Das Bauwerk besteht aus zwei eingleisigen, parallelen Spannbetonbrücken von 485 m bzw. 472 m Länge in einem Achsabstand von ca. 30 m. Sie überspannen sechs Öffnungen. Die Stützweiten betragen beim westlichen Bauwerk 44, 95, 150, 93, 58, 45 m und beim östlichen Bauwerk 44, 95, 150, 88, 50, 45 m. Die beiden Brückenüberbauten sind als in Längsrichtung vorgespannte und in Querrichtung schlaff bewehrte einzellige Hohlkastenquerschnitte ausgeführt. Ihre lichte Breite zwischen den 1,50 m über Schienenoberkante hohen Windschutzwänden beträgt 8,40 m, die Breite des Hohlkastens 5,30 m. Die Konstruktionshöhe des Hohlkastenquerschnitts variiert zwischen 2,80 m am Widerlager und 4,00 m in Feldmitte der Hauptöffnung sowie 4,65 m an den Verzweigungspunkten der Schrägstiele.:S. 265 Sie sind mit den Brückenpfeilern monolithisch verbunden. Von einer Bauweise mit Lagern auf den Brückenpfeilern, auf denen sich der mit Fugen versehene Überbau bewegen kann, wurde Abstand genommen, weil der Austausch von Brückenlagern in 85 Metern Höhe sehr aufwändig wäre.
An den Widerlagern sind jeweils eine Trennfuge mit Lagern, die eine Winkeländerung ermöglichen, eine Ausgleichsplatte und ein Schienenauszug vorhanden.:S. 264 Ursprünglich war in der Entwurfsplanung vorgesehen, die Horizontalkräfte aus Bremsen bzw. Anfahren eines Zuges mit Hilfe von hydraulischen Bremsdämpfern über die Widerlager in den Baugrund abzutragen. Im Zuge der Ausführungsplanung wurde zur Verkleinerung der Instandhaltungskosten auf die Hydrobremsdämpfer verzichtet und ersatzweise am Widerlager Boßlertunnel ein Bewegungsfestpunkt in Längsrichtung angeordnet. Zur Übertragung der Zugkräfte an diesem Widerlager mussten zusätzliche Felsanker zur Rückverankerung eingebracht werden.:S. 266 Am gegenüberliegenden Widerlager Steinbühltunnel können auf beiden Brücken die Schienenauszüge bis zu 70 cm Schienenlängsbewegungen infolge Temperatur, Betonschwinden und -kriechen aufnehmen. Die Rahmenkonstruktion der Brücke wird als semi-integrale Bauweise bezeichnet. Die Portalbauwerke der Tunnelröhren tragen ihre Lasten wie ein Brückenbauwerk über Lager auf die Flügelwände der Widerlager ab.:S. 265 Die äußeren Pfeiler haben Vollquerschnitte, die vier Y-Pfeiler Hohlquerschnitte. Auch die Schrägstiele besitzen außer im Bereich der Knotenpunkte mit den Y-Stützen Hohlqerschnitte.
Insgesamt wurden für die Brücke 55.000 m3 Beton, 7.700 t Stahl und 800 t Spannstahl verbaut.
Die feste Fahrbahn können auch Rettungsfahrzeuge befahren.

### Gründung
Die Widerlager sind flach gegründet und die Pfeiler haben im Regelfall kombinierte Pfahl-Plattengründungen. Es wurden bei drei Pfeilerachsen vier Pfahlprobebelastungen für vertikale und horizontale Belastung an Stahlbetonbohrpfählen mit 0,9 m Durchmesser durchgeführt. Diese waren die Grundlage für numerischen Berechnungen, die ein deutlich steiferes Tragverhalten und höhere Tragfähigkeiten der Gründung ergaben, als bis dahin angenommen. In der Folge konnte die Gründung optimiert und gegenüber dem ursprünglichen Entwurf etwa die Hälfte der Pfahlmeter eingespart werden. Unter den Y-Pfeilern wurden jeweils 12 Pfähle mit 1,5 m Durchmesser angeordnet. Der erste Pfeiler nach dem Widerlager Boßlertunnel konnte jeweils mit einer Flachgründung im Festgestein ausgeführt werden.:S. 266

## Geschichte

### Planung
1989 war eine Bogenbrücke zur Querung des Filstals vorgesehen. Bereits in der Anfang der 1990er Jahre vorliegenden Rahmenkonzeption H einer weitgehend autobahnparallelen Neubaustrecke zwischen Wendlingen und Ulm war eine etwa 70 m hohe und 430 m lange Brücke über das Filstal geplant gewesen. Im März 1999 übergaben Vertreter der Bürgerinitiative Wiesensteg dem Stuttgarter Regierungspräsidenten Udo Andriof 3700 im oberen Filstal gegen die Brücke gesammelte Unterschriften.
Die Planung des Bauwerks begann im Jahr 2000. Die Generalplanung des Bauwerks wurde im Januar 2002 vergeben. Dabei wurden verschiedene Gestaltungsvarianten zur Querung des als Naherholungs-, FFH- und Wasserschutzgebiet (Klasse I/II) ausgewiesenen Tals entwickelt. In eine engere Auswahl wurden genommen:
- Eine Bogenbrücke mit einer Länge von 491 m, bei einer Bogen-Spannweite von 240 m und Regelstützweiten von 40 m.
- Eine vorgespannte, 493 m lange Balkenbrücke mit einem Trogquerschnitt und fünf Feldern bei Stützweiten von 66, 116, 128, 116 und 70 m.
- Eine vorgespannte, 485 m lange Balkenbrücke mit Y-förmig aufgelösten Vouten im Bereich der Hauptöffnungen, bei Stützweiten von 150 m über dem Talgrund und 85, 60 und 51 m in den Seitenfeldern.

Im Laufe eines mehrstufigen Entscheidungsprozesses zwischen Deutscher Bahn und den betroffenen Gemeinden wurde die Y-Lösung zur Realisierung ausgewählt. Die Bogenlösung schied dabei vor allem aus Wirtschaftlichkeitsgründen (ca. 15 bis 20 Prozent höhere Kosten gegenüber den anderen Varianten), ihrer geringen Anpassung an das Landschaftsbild sowie einer schwierigen Gründung in Hangbereichen aus. Die Y-Lösung sowie die Troglösung wurden als gleichwertig erachtet und im weiteren Verfahren vertieft untersucht. Gegen die Troglösung sprach vor allem der geringere Abstand der Pfeiler zur Fils bzw. zu den Trinkwassergewinnungsanlagen:S. 263 und der Mehraufwand für Brückenbesichtigungen, die die Entwicklung eines gesonderten Inspektionsfahrzeugs sowie Gleissperrungen erfordert hätten.
Im Juli 2003 wurde das Planfeststellungsverfahren eingeleitet. Mitte August 2009 wurde das Anhörungsverfahren für den 14,5 km langen Planfeststellungsabschnitt Albaufstieg, zu dem die Brücke gehört, durch das Regierungspräsidium Stuttgart abgeschlossen und zur endgültigen Genehmigung dem Eisenbahn-Bundesamt übergeben. Im Rahmen des Verfahrens wurden 82 Träger öffentlicher Belange gehört und 1150 private Einwendungen behandelt. Die wesentliche Änderung im Zuge des Verfahrens war eine veränderte Baustellenlogistik. Anwohner hatten darüber hinaus die Realisierung einer lärmreduzierenden Trogbrücke gefordert. Die Deutsche Bahn sprach sich dagegen aus. Das Regierungspräsidium schloss sich der Meinung des Unternehmens an und begründete seine Entscheidung mit nur geringen Lärmschutzvorteilen der geforderten Troglösung. Für die genehmigte Y-Brücken-Lösung würden dagegen Vorteile des Wasser- und Landschaftsschutzes sowie eine wirtschaftlichere Instandhaltung sprechen. Der Baubeginn war Mitte 2009 für 2010 geplant.
Im Zuge der Entwurfsplanung wurde die Brücke insbesondere im Hinblick auf ihren Querschnitt und ihr Erscheinungsbild überarbeitet, am 1. August 2012 beantragte die Deutsche Bahn für diese und weitere Änderungen eine Planänderung, der Planänderungsbescheid erging am 3. Juli 2013.

### Vergabe
Ende März 2012 wurden die Ausführungsplanung und der Bau der Brücke europaweit ausgeschrieben. Am 13. August 2013 wurde bekannt gegeben, dass der Auftrag zum Bau der Brücke für rund 53 Millionen Euro an das bayerische Unternehmen Max Bögl vergeben wurde. Im Projektbudget der Neubaustrecke waren für Talbrücken insgesamt 35,9 Millionen Euro Baukosten (ohne Planungskosten) enthalten. Laut Angaben der Deutschen Bahn hatten sich sieben Bieter an dem europaweiten Wettbewerb beteiligt, letztlich gingen zwei Gebote ein.
Der Bauvertrag beruht auf der Grundlage einer funktionalen Leistungsbeschreibung mit Leistungsprogramm, hierdurch sollte die wirtschaftlich, technisch und funktionell beste Lösung erreicht werden, insbesondere hinsichtlich des Herstellverfahrens und der baubetrieblichen Gesichtspunkte.

### Bau
Am Portal Buch des Boßlertunnels entstand bis Ende 2017 ein Widerlager. Zuvor war ein erster Brückenpfeiler im Sommer 2017 fertiggestellt worden. Die Herstellung der weiteren Pfeiler folgte anschließend Richtung Ulm. Neben fünf regulären Pfeilern je Brücke entstanden vier Stahlgitter-Hilfspfeiler. In der Entwurfsplanung war die Herstellung der Brückenüberbauten und der Schrägstiele im Freivorbau vorgesehen.:S. 265 Zur Ausführung kam ein alternatives Bauverfahren. Der Durchlaufträger eines Brückenüberbaus wurde in zehn Abschnitten mit einer obenfahrenden Vorschubrüstung auf Hilfsstützen hergestellt, ebenfalls von Norden nach Süden (in Richtung Ulm). Zunächst wurde der Überbau der westlichen Brücke erstellt, dann folgte die östliche Brücke.

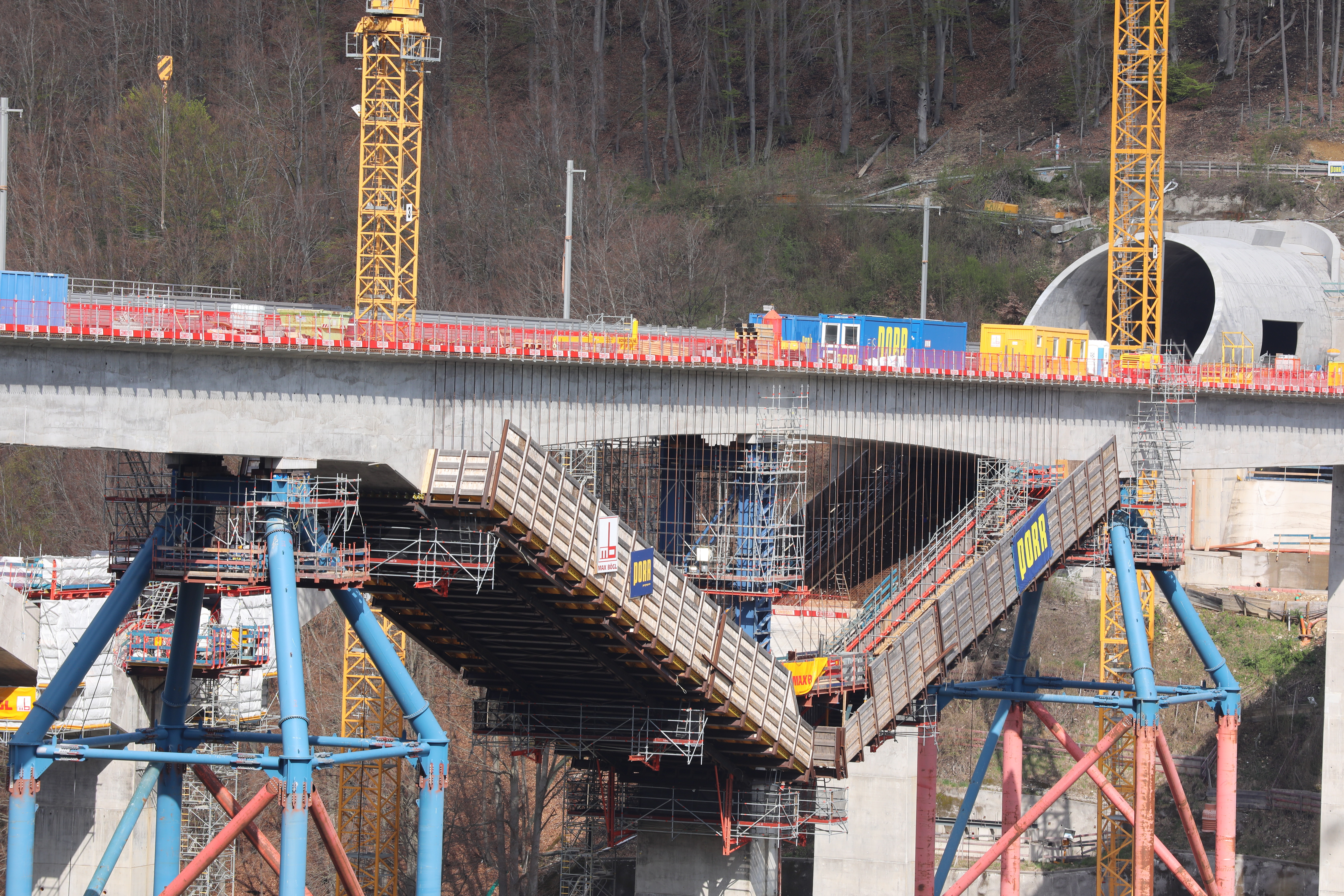
Herstellung Schrägstiele

Die Schrägstiele der Y-förmigen Hauptpfeiler wurden erst nach dem Überbau hergestellt. Dazu wurden an jedem Schrägstiel 33 m lange und 135 t schwere Traggerüste mit Litzenhebern in Position gehoben und anschließend mit Stabankern im Abstand von einem Meter am Überbau abgehängt. Die Betonage eines Schrägstiels erfolgte in fünf Abschnitten. Der Abschnitt zum Überbau, der bereichsweise durch den oberhalb vorhandenen Überbau hindurch untergossen werden musste, wurde mit selbstverdichtendem Beton ausgeführt. Nach Fertigstellung der vier Schrägstiele folgte durch Absenken des Überbaus die Umlagerung der Lasten von den stählernen Hilfstürmen auf die Schrägstiele.:S. 268
Die ersten Probebohrpfähle wurden im Herbst 2013 hergestellt. Mitte 2013 war geplant, die Hauptbauarbeiten im Frühsommer 2014 zu beginnen. Der Rohbau sollte dabei Mitte 2018 fertiggestellt werden. Erste Züge sollten ab Mitte 2019 über das Bauwerk rollen können.
Im Vorfeld waren umfangreiche Hangsicherungsarbeiten notwendig: Zwei Regenüberlaufbecken und eine große Behelfsbrücke über die Fils mussten gebaut und der Tälesbahn-Radweg verlegt werden. Im Sommer 2015 begann die Arbeitsgemeinschaft die Baugrube für die ersten beiden Brückenpfeiler auszuheben. Hier waren aufwändige Sicherungsarbeiten notwendig: die Baugrube musste hangseitig mit einer 30 Zentimeter dicken Spritzbetonwand und Stahlankern gesichert werden. Anfang 2016 wurden dann die ersten Pfeiler betoniert.
Im Februar 2018 wurde mit dem Aufbau der 800 Tonnen schweren Vorschubrüstung begonnen, der mehrere Monate in Anspruch nahm. Die Herstellung des westlichen Überbaus begann im September 2018. In zehn Takten wurden Überbauabschnitte mit einer Länge von 50 Metern erstellt, was jeweils sechs bis acht Wochen in Anspruch nahm. Im März 2020 erreichte er das Widerlager am Steinbühltunnel.
Im März und April 2019 wurde ein Schutzdach über die A 8 gebaut. Aufgrund darunter eingeschränkter Fahrbahnbreiten wurde die zulässige Geschwindigkeit für den Straßenverkehr auf 60 km/h abgesenkt. Der Abbau des Schutzdaches erfolgte Mitte Mai 2022.
Am 17. April 2020 wurde die Vorschubrüstung mit selbstangetriebenen Modulfahrzeugen auf dem fertigen Brückenüberbau zum Widerlager Boßlertunnel zurückgefahren und über eine Quer-Verschub-Bahn in die Position der östlichen Brückenachse verschoben. Am 17. Mai 2021 erreichte die Vorschubrüstung zum Herstellen des letzten Taktes die andere Talseite. Der letzte Takt wurde bis Ende Juni betoniert. Am 14. Juli 2021 wurde der „Brückenschlag“ gefeiert. Der Überbau der zweiten Brücke wurde in annähernd der halben Zeit wie der des ersten Bauwerkes fertiggestellt, da im Drei-Schicht-Betrieb gearbeitet wurde. Am 27. Oktober 2021 wurde der Lückenschluss der Neubaustrecke auf dem westlichen Teilbauwerk gefeiert. Auf dem östlichen Bauwerk war der Gleisbau Ende 2021 im Gang.
Ende 2021 folgte eine Probebelastung der Brücke mit einem Güterzug, der eine Gesamtmasse von 700 t hatte und 110 m lang war. Die maximale Durchbiegung im Abschnitt mit der größten Spannweite betrug hierbei etwa 30 mm. Die vorab berechnete Verformung liegt zwischen 30 und 50 mm. Außerdem wurden die beiden Bauwerke gezielt in Schwingung versetzt. Im Februar 2022 begannen Testfahrten, bei denen Geschwindigkeiten bis 275 km/h geplant waren.
Im August 2022 waren die Arbeiten für beide Brücken so gut wie abgeschlossen, seit dem 9. Dezember 2022 befindet sich die Strecke mit Brücke im Regelbetrieb.

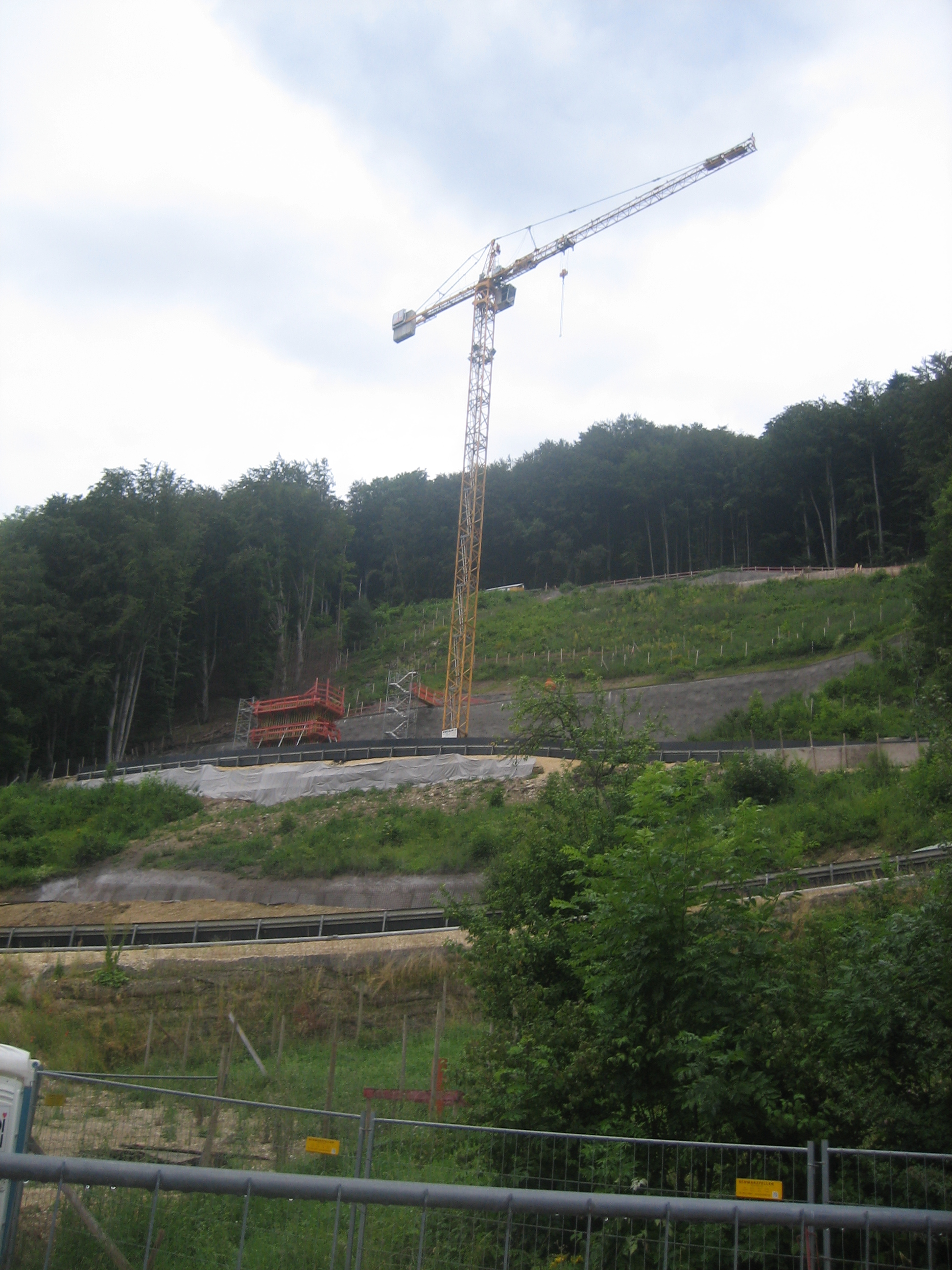
Arbeiten im Sommer 2016 im Bereich Portal Buch des Boßlertunnels
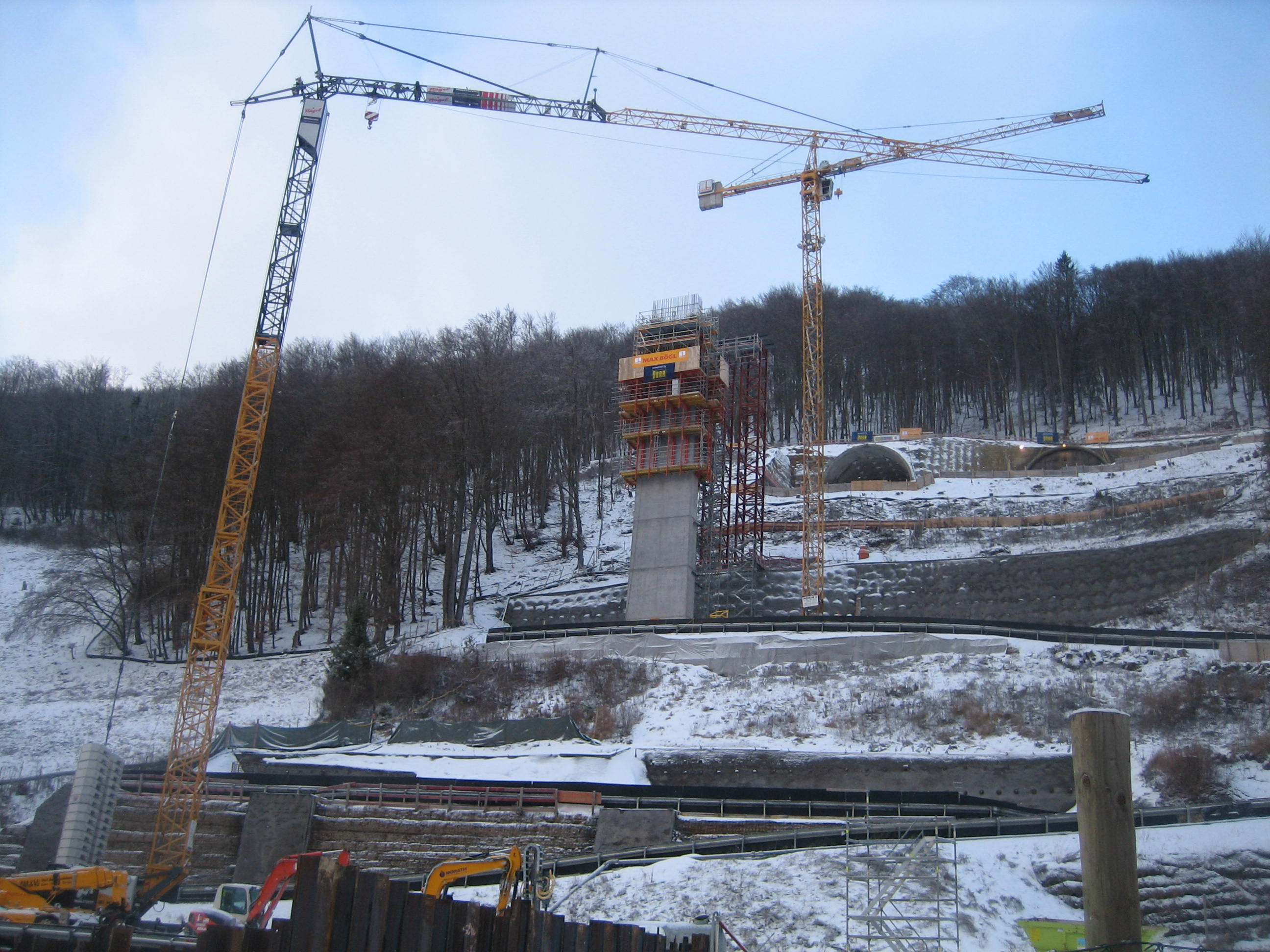
Baustelle Filstalbrücke Januar 2017 Brückenpfeiler
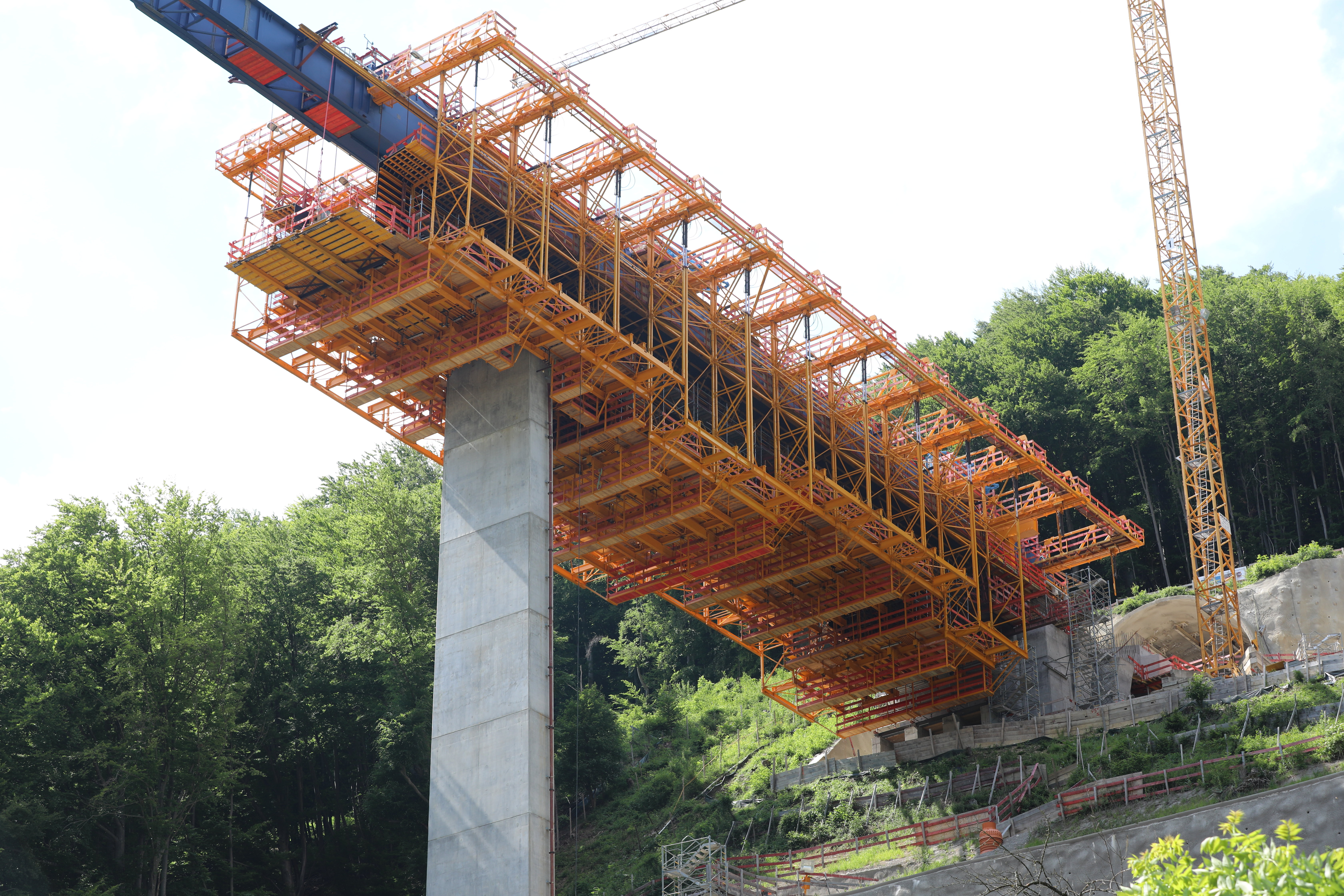
Vorschubrüstung Mai 2018
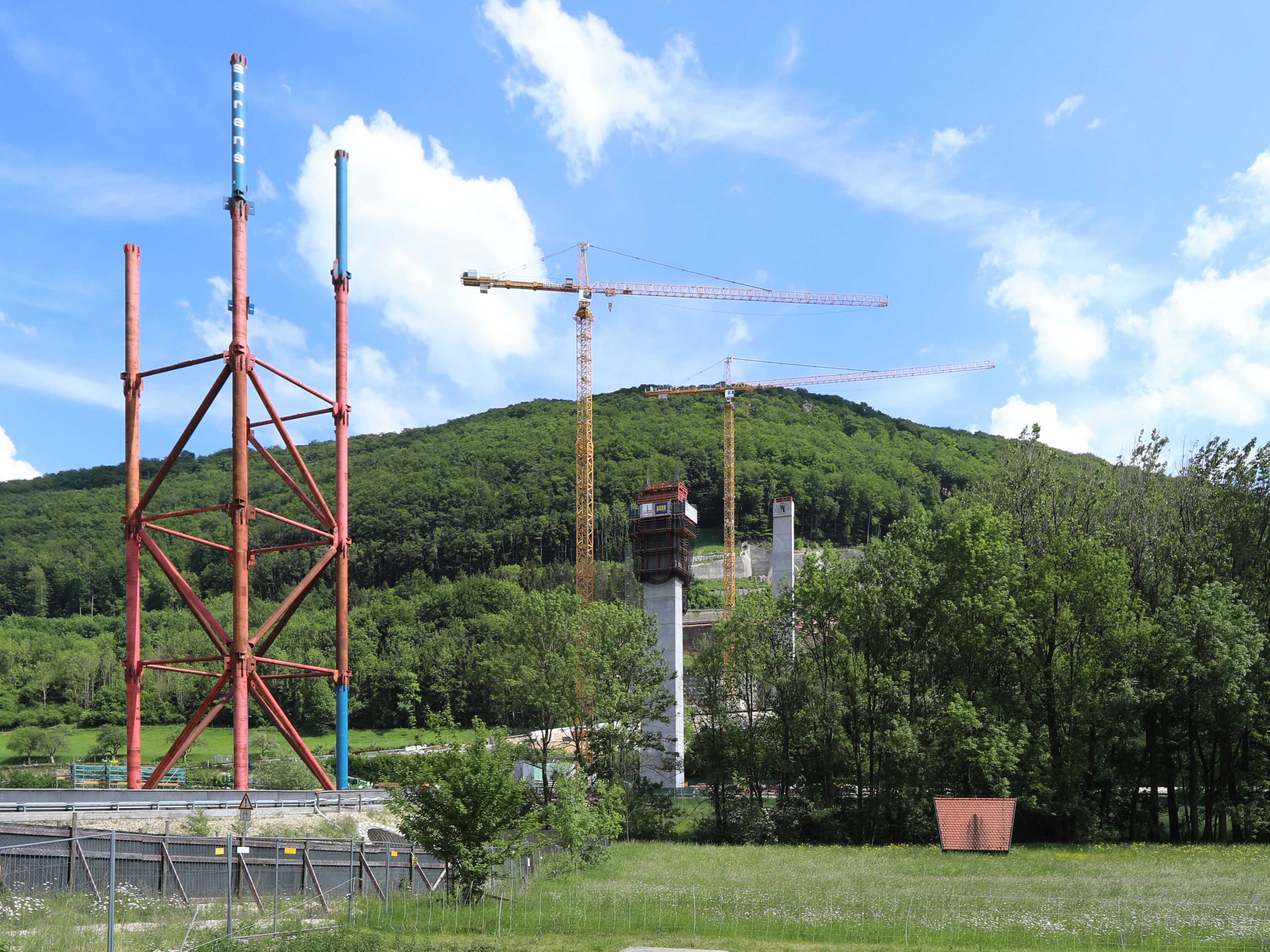
Filstalbrücke Juli 2018
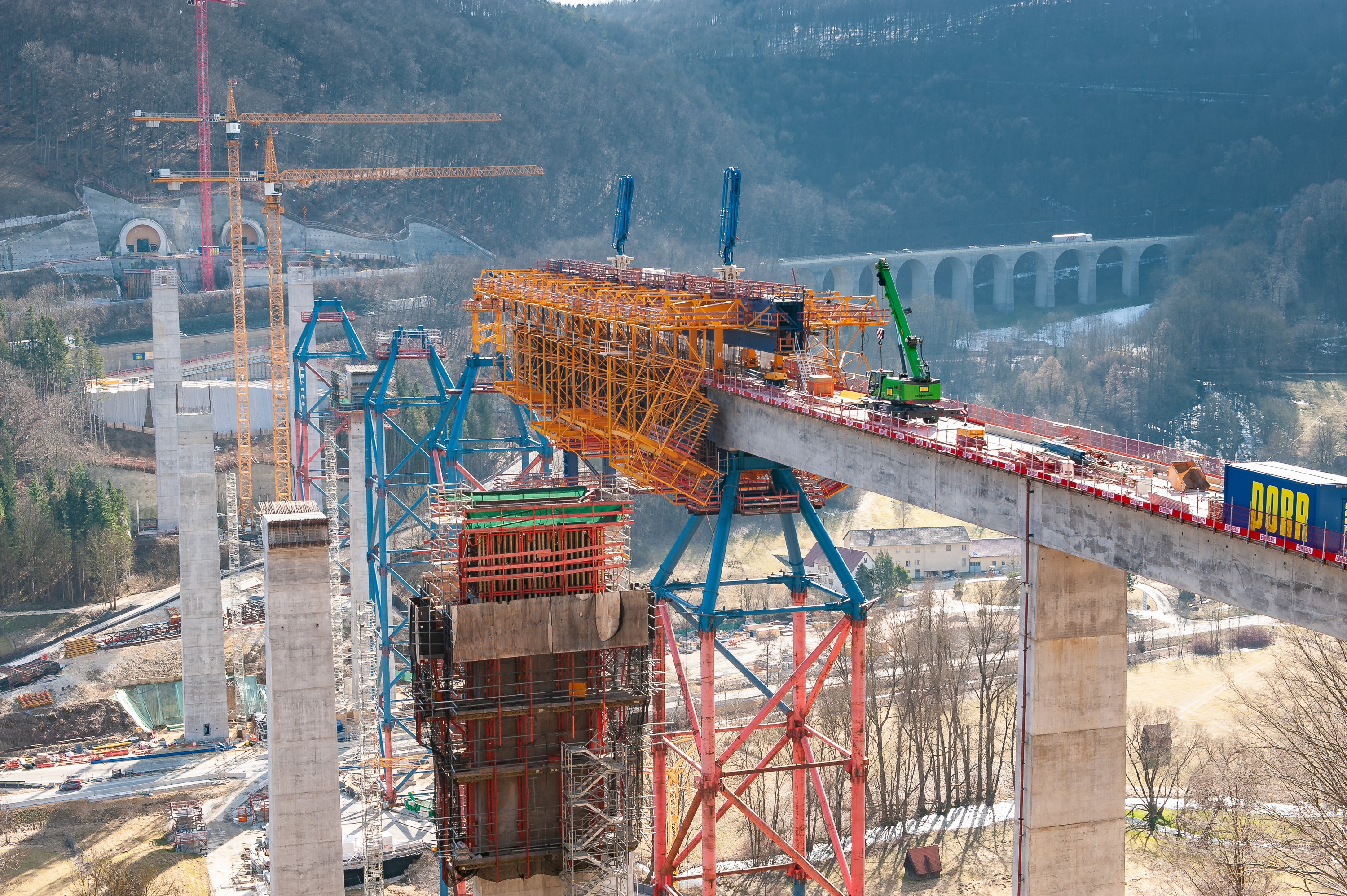
Bauzustand Februar 2019. Im Hintergrund der Albaufstieg der Autobahn A 8
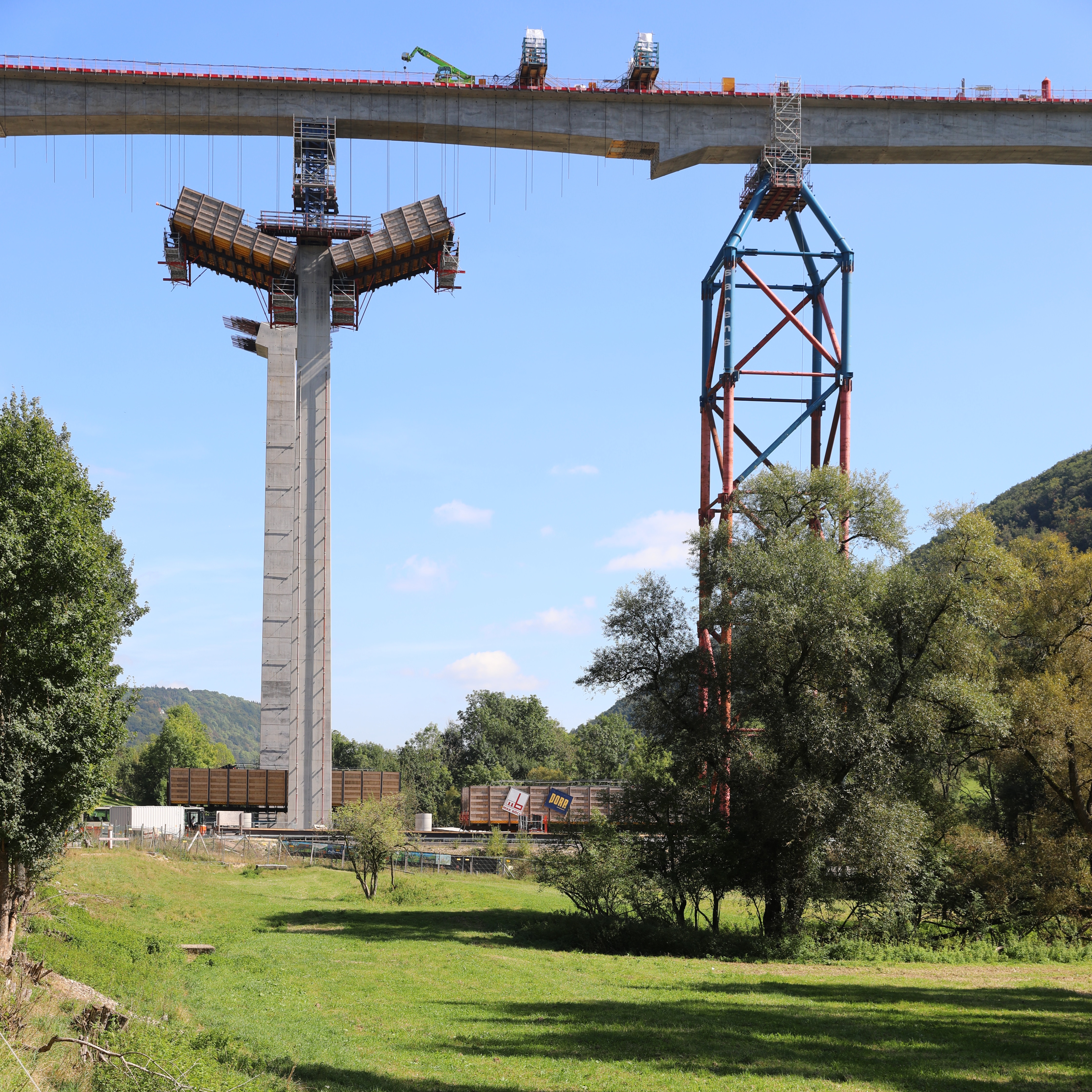
Zentraler Pfeiler im September 2019
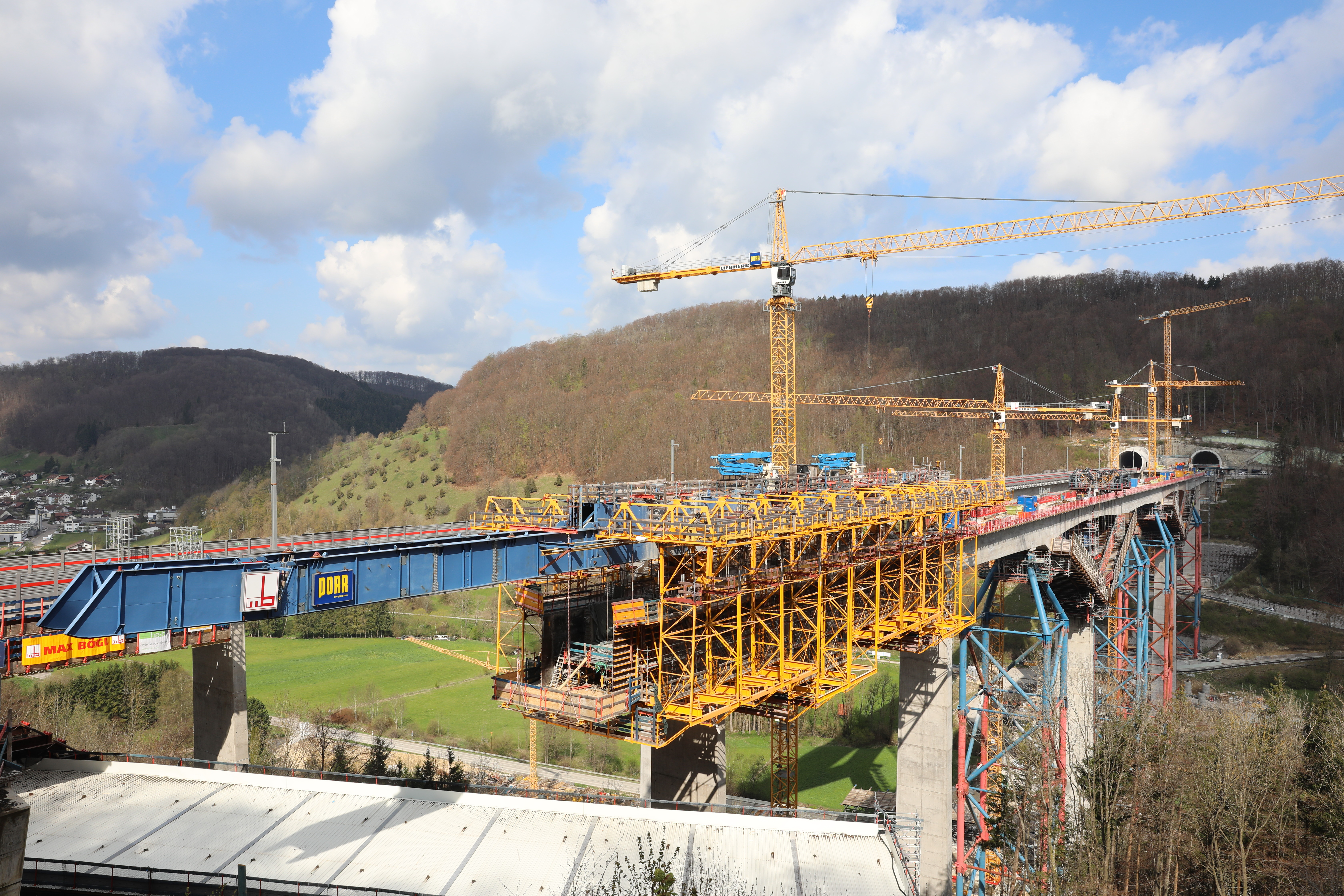
Bauzustand Mai 2021

Von 2017 bis 2021 fanden insgesamt 543 Baustellenführungen statt.

### Ermittlungen wegen Verdachts des Betrugs
Am 3. Januar 2023 wurde bekannt, dass gegen mehrere am Projekt beteiligte Unternehmen wegen des Verdachts auf zu hohe Abrechnungen und manipulierte Bautagebücher für die Brücke ermittelt werde. Nach Recherchen des Südwestrundfunks habe der Bau der Filstalbrücke mindestens das Dreifache des ursprünglichen Auftragwertes gekostet. Die Staatsanwaltschaft Stuttgart ermittelt in diesem Zusammenhang wegen Verdachts des gewerbs- und bandenmäßigen Betrugs gegen sechs Beschuldigte, die für am Projekt beteiligte Unternehmen arbeiten. Bereits im Februar 2022 soll es im Zuge dieser Ermittlungen zu elf Durchsuchungen von Betrieben und Wohnungen in mehreren Städten in Deutschland gekommen sein.